# Drapelul Floridei

Steagul statului Florida

Drapelul Floridei constă dintr-o cruce diagonală de culoare roșie (în engleză această cruce are un nume specific, saltire) pe un fond alb, cu sigiliul statului Florida supraimprimată peste intersecția brațelor crucii. 

## Descriere
Capitolul 15.012 al Florida Statutes afirmă că:
"Steagul de stat [al statului Florida] trebuie să fie conform cu standardele comerciale referitoare la mărime și să fie de următoarele mărimi și descrieri: Sigiliul statului, în diametru de un sfert din lățimea steagului, va ocupa centrul acestuia pe un fond alb. Barele roșii [oblice], în lățime de o zecime din lățimea steagului, vor ocupa diagonalele complet, extinzându-se până la marginea acestuia."

## Istorie

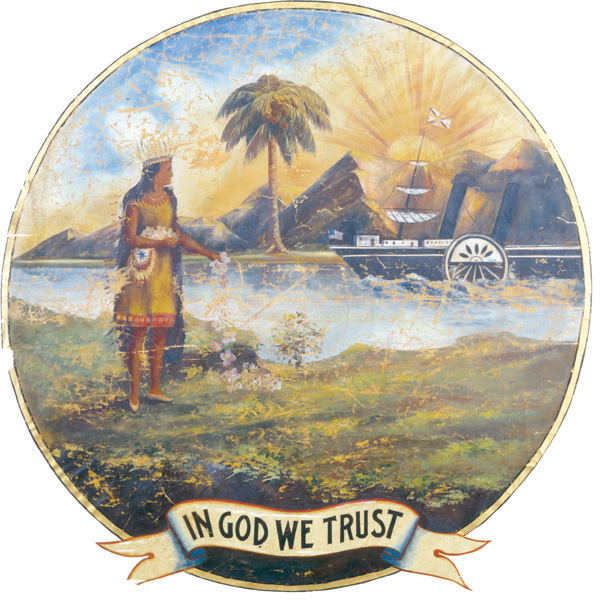
Steagul Floridei între 1868 și 1900 era absolut alb conținând doar sigiliul statului, reprodus aici.

Între 1868 și 1900, steagului statului Florida a constat doar din sigiliul statului pe un fond alb. La sfârșitul anilor 1890, guvernatorul statului, Francis P. Fleming, a sugerat adăugarea crucii roșii pentru a nu crea impresia falsă a unui steag complet alb atunci când, în lipsa curenților de aer, steagul ar atârna nemișcat pe catargul său. 
Există opinii exprimate referitoare la cruce care afirmă că adăugarea sa a fost făcută pentru a sugera crucea albastră (în engleză, the blue saltire) a steagului de luptă al Statelor Confederate ale Americii. Oricum, nu există o opinie generală de această factură și nici nu a existat o opoziție semnificativă referitoare la designul actual, comparativ cu dezbaterile aprinse generate în jurul designului steagurilor statelor americane Georgia și Mississippi. 
În realitate, unul din primele steaguri care a fluturat deasupra Floridei pentru aproape o sută de ani (1565 - 1763) a fost un steag spaniol și a fost exact o astfel de cruce oblică, roșie pe un fond alb (vedeți și Burgundian Saltire). Steagul Floridei nu este singurul exemplu de steag având doar o cruce roșie simplă pe un fond alb. Steagul statului Alabama este, de asemenea, o simplă cruce roșie oblică aidoma steagului irlandez al Sfântului Patrick (vedeți și Flag of Saint Patrick) care este inclus în steagul Regatului Unit al Marii Britanii și al Irlandei de Nord, numit în limba engleză [the] Union Flag sau, plin de afecțiune, Union Jack